# Campeonato Mundial de Natação em Piscina Curta de 2021 - 100 m peito feminino
A prova dos 100 metros nado peito feminino do Campeonato Mundial de Natação em Piscina Curta de 2021 foi disputado entre 19 e 20 de dezembro de 2021, na Etihad Arena, em Abu Dhabi, nos Emirados Árabes Unidos.

## Recordes
Antes desta competição, os recordes mundiais e do campeonato nesta prova eram os seguintes:
|                       | Nome                         | Nacionalidade    | Tempo   | Local                | Data                                                           |
| --------------------- | ---------------------------- | ---------------- | ------- | -------------------- | -------------------------------------------------------------- |
| Recorde mundial       | Rūta Meilutytė Alia Atkinson | Lituânia Jamaica | 1:02.36 | Moscou Doha Chartres | 12 de outubro de 20136 de dezembro de 201426 de agosto de 2016 |
| Recorde do campeonato | Alia Atkinson                | Jamaica          | 1:02.36 | Doha                 | 6 de dezembro de 2014                                          |

## Medalhistas
| Ouro                | Prata                | Bronze              |
| Tang Qianting (CHN) | Sophie Hansson (SWE) | Mona McSharry (IRL) |

## Resultados

### Eliminatórias
As eliminatórias ocorreram dia 19 de dezembro com um total de 50 nadadoras.
| Colocação | Bateria | Raia | Nadadora               | Nacionalidade                   | Tempo   | Notas            |
| --------- | ------- | ---- | ---------------------- | ------------------------------- | ------- | ---------------- |
| 1         | 6       | 6    | Sophie Hansson         | Suécia                          | 1:04.50 | Q                |
| 2         | 6       | 3    | Mona McSharry          | Irlanda                         | 1:04.59 | Q                |
| 3         | 6       | 4    | Alia Atkinson          | Jamaica                         | 1:04.88 | Q                |
| 4         | 4       | 8    | Tang Qianting          | China                           | 1:04.94 | Q                |
| 5         | 4       | 6    | Molly Renshaw          | Reino Unido                     | 1:05.03 | Q                |
| 6         | 6       | 2    | Kotryna Teterevkova    | Lituânia                        | 1:05.15 | Q                |
| 7         | 4       | 2    | Emelie Fast            | Suécia                          | 1:05.36 | Q                |
| 8         | 6       | 7    | Jessica Vall           | Espanha                         | 1:05.42 | Q                |
| 9         | 4       | 3    | Anastasia Gorbenko     | Israel                          | 1:05.47 | Q                |
| 10        | 6       | 5    | Eneli Jefimova         | Estónia                         | 1:05.57 | Q                |
| 11        | 4       | 4    | Martina Carraro        | Itália                          | 1:05.61 | Q                |
| 12        | 4       | 5    | Emily Escobedo         | Estados Unidos                  | 1:05.69 | Q                |
| 13        | 4       | 7    | Lisa Mamie             | Suíça                           | 1:05.83 | Q                |
| 14        | 5       | 5    | Evgeniia Chikunova     | Federação Russa de Natação      | 1:05.90 | Q                |
| 15        | 5       | 6    | Nika Godun             | Federação Russa de Natação      | 1:06.08 | Q                |
| 16        | 6       | 0    | Lena Kreundl           | Áustria                         | 1:06.33 | Q                |
| 17        | 5       | 7    | Alina Zmushka          | Bielorrússia                    | 1:06.41 |                  |
| 18        | 5       | 0    | Niamh Coyne            | Irlanda                         | 1:06.44 |                  |
| 19        | 6       | 1    | Veera Kivirinta        | Finlândia                       | 1:06.52 |                  |
| 20        | 4       | 0    | Martina Barbeito       | Argentina                       | 1:06.86 |                  |
| 21        | 4       | 9    | Eszter Békési          | Hungria                         | 1:07.00 |                  |
| 22        | 1       | 6    | Pamela Alencar         | Brasil                          | 1:07.46 |                  |
| 23        | 6       | 8    | Tjaša Vozel            | Eslovênia                       | 1:07.52 |                  |
| 24        | 5       | 9    | Back Su-yeon           | Coreia do Sul                   | 1:07.54 |                  |
| 25        | 5       | 8    | Cornelia Pammer        | Áustria                         | 1:07.76 |                  |
| 26        | 3       | 2    | Lillian Higgs          | Bahamas                         | 1:07.87 | Recorde nacional |
| 27        | 3       | 4    | Ana Blažević           | Croácia                         | 1:07.89 |                  |
| 28        | 6       | 9    | Melissa Rodríguez      | México                          | 1:07.98 | Recorde nacional |
| 29        | 3       | 6    | Anastasia Basisto      | Moldávia                        | 1:08.22 |                  |
| 30        | 3       | 3    | Justine Delmas         | França                          | 1:08.89 |                  |
| 31        | 3       | 5    | Maria Drasidou         | Grécia                          | 1:08.92 |                  |
| 32        | 3       | 1    | Emily Santos           | Panamá                          | 1:10.26 | Recorde nacional |
| 33        | 2       | 7    | Kamonchanok Kwanmuang  | Tailândia                       | 1:10.35 |                  |
| 34        | 3       | 7    | Nàdia Tudó             | Andorra                         | 1:11.11 |                  |
| 35        | 3       | 8    | Adelaida Pchelintseva  | Cazaquistão                     | 1:11.31 |                  |
| 36        | 3       | 9    | Elisa Funes            | El Salvador                     | 1:11.36 | Recorde nacional |
| 37        | 2       | 4    | Krista Jurado          | Guatemala                       | 1:12.51 |                  |
| 38        | 3       | 0    | Alicia Kok Shun        | Ilhas Maurícias                 | 1:13.18 | Recorde nacional |
| 39        | 2       | 1    | Valentina Aloisio      | Bolívia                         | 1:14.01 |                  |
| 40        | 2       | 2    | Mariam Mithqal         | Jordânia                        | 1:15.09 | Recorde nacional |
| 41        | 2       | 3    | Emilie Grand'Pierre    | Haiti                           | 1:15.13 | Recorde nacional |
| 42        | 2       | 8    | Anaika Charles         | Granada                         | 1:16.24 |                  |
| 43        | 2       | 6    | Lara Dashti            | Kuwait                          | 1:16.56 |                  |
| 44        | 2       | 9    | Latroya Pina           | Cabo Verde                      | 1:18.73 |                  |
| 45        | 1       | 7    | Ekaterina Smorkalova   | Quirguistão                     | 1:19.65 |                  |
| 46        | 1       | 2    | Mei-Li Tan Minnich     | Camboja                         | 1:19.87 |                  |
| 47        | 1       | 4    | Taeyanna Adams         | Estados Federados da Micronésia | 1:20.90 |                  |
| 48        | 2       | 0    | Upaasti Maharjan       | Nepal                           | 1:21.77 |                  |
| 49        | 1       | 5    | Mariama Touré          | Guiné                           | 1:36.59 |                  |
| 50        | 1       | 8    | Aichata Konate         | Mali                            | 1:51.78 |                  |
| 51        | 1       | 1    | Unilez Takyi           | Gana                            | DSQ     |                  |
| 51        | 2       | 5    | Claudia Verdino        | Mónaco                          | DSQ     |                  |
| 51        | 5       | 3    | Ida Hulkko             | Finlândia                       | DSQ     |                  |
| 51        | 5       | 4    | Arianna Castiglioni    | Itália                          | DSQ     |                  |
| 51        | 1       | 3    | Lucie Kouadio-Patinier | Costa do Marfim                 | DNS     |                  |
| 51        | 4       | 1    | Andrea Podmaníková     | Eslováquia                      | DNS     |                  |
| 51        | 5       | 1    | Florine Gaspard        | Bélgica                         | DNS     |                  |
| 51        | 5       | 2    | Lydia Jacoby           | Estados Unidos                  | DNS     |                  |

### Semifinal
A semifinal ocorreu dia 19 de dezembro.
| Colocação | Bateria | Raia | Nadadora            | Nacionalidade              | Tempo   | Notas |
| --------- | ------- | ---- | ------------------- | -------------------------- | ------- | ----- |
| 1         | 1       | 5    | Tang Qianting       | China                      | 1:03.99 | Q,    |
| 2         | 2       | 4    | Sophie Hansson      | Suécia                     | 1:04.17 | Q,    |
| 3         | 1       | 4    | Mona McSharry       | Irlanda                    | 1:04.22 | Q,    |
| 4         | 2       | 5    | Alia Atkinson       | Jamaica                    | 1:04.26 | Q     |
| 5         | 2       | 8    | Nika Godun          | Federação Russa de Natação | 1:04.34 | Q     |
| 6         | 2       | 3    | Molly Renshaw       | Grã-Bretanha               | 1:04.43 | Q,    |
| 7         | 1       | 3    | Kotryna Teterevkova | Lituânia                   | 1:04.54 | Q     |
| 8         | 1       | 7    | Emily Escobedo      | Estados Unidos             | 1:04.81 | Q     |
| 9         | 1       | 1    | Evgeniia Chikunova  | Federação Russa de Natação | 1:04.85 |       |
| 10        | 2       | 7    | Martina Carraro     | Itália                     | 1:04.89 |       |
| 11        | 2       | 2    | Anastasia Gorbenko  | Israel                     | 1:04.95 |       |
| 12        | 2       | 6    | Emelie Fast         | Suécia                     | 1:05.28 |       |
| 13        | 1       | 2    | Eneli Jefimova      | Estónia                    | 1:05.44 |       |
| 14        | 2       | 1    | Lisa Mamie          | Suíça                      | 1:05.54 |       |
| 15        | 1       | 6    | Jessica Vall        | Espanha                    | 1:05.80 |       |
| 16        | 1       | 8    | Lena Kreundl        | Áustria                    | 1:05.83 |       |

### Final
A final foi realizada em 20 de dezembro.
| Colocação         | Raia | Nadadora            | Nacionalidade              | Tempo   | Notas            |
| ----------------- | ---- | ------------------- | -------------------------- | ------- | ---------------- |
| Medalha de ouro   | 4    | Tang Qianting       | China                      | 1:03.47 | Recorde asiático |
| Medalha de prata  | 5    | Sophie Hansson      | Suécia                     | 1:03.50 | Recorde nacional |
| Medalha de bronze | 3    | Mona McSharry       | Irlanda                    | 1:03.92 | Recorde nacional |
| 4                 | 6    | Alia Atkinson       | Jamaica                    | 1:04.03 |                  |
| 5                 | 7    | Molly Renshaw       | Grã-Bretanha               | 1:04.37 | Recorde nacional |
| 6                 | 2    | Nika Godun          | Federação Russa de Natação | 1:04.43 |                  |
| 7                 | 1    | Kotryna Teterevkova | Lituânia                   | 1:04.64 |                  |
| 8                 | 8    | Emily Escobedo      | Estados Unidos             | 1:05.14 |                  |

Legenda
| Recorde mundial       | Recorde mundial (World record)               |                       | Recorde africano                      | Recorde africano (African) |                                           | Q | Classificado por posição (Qualified) |
| Recorde do campeonato | Recorde do campeonato (Championship record)  | Recorde da América    | Recorde da América (Americas)         | q                          | Classificado por melhor tempo (Qualified) |   |                                      |
| Melhor marca do ano   | Melhor marca do ano (World leading)          | Recorde asiático      | Recorde asiático (Asian)              | DNS                        | Não largou (Did not start)                |   |                                      |
| Recorde nacional      | Recorde nacional (National record)           | Recorde europeu       | Recorde europeu (European)            | DNF                        | Não terminou (Did not finish)             |   |                                      |
| Recorde pessoal       | Recorde pessoal do atleta (Personal best)    | Recorde da Oceania    | Recorde da Oceania (Oceania)          | DSQ / DQ                   | Desclassificado (Disqualified)            |   |                                      |
| Recorde da temporada  | Recorde da temporada do atleta (Season best) | Recorde sul-americano | Recorde sul-americano (South America) | NM                         | Sem marca (No mark)                       |   |                                      |